# 進村武男
進村 武男（しんむら たけお、1943年 - ）は、日本の工学者。宇都宮大学第18代学長、工学博士。研究分野は生産工学・精密加工・砥粒加工・磁気加工で、磁気研磨法の基礎と応用・強力磁気加工技術の研究開発・電気磁気複合精密加工法(ローレンツ力の利用，フレミングの左手の法則の利用)が研究テーマである。

## 略歴
- 1943年 石川県石川郡富奥村[1]（現:野々市市）に生まれる
- 1966年 金沢大学工学部精密工学科卒。富士通勤務を経て、
- 1970年 金沢大学大学院工学研究科修士課程修了。
- 1987年 工学博士（東北大学）。
- 1990年 宇都宮大学助教授。
- 1994年 宇都宮大学教授。
- 2000年 宇都宮大学副学長。
- 2007年 宇都宮大学工学研究科長・工学部長。
- 2009年 宇都宮大学学長。

## 受賞歴
- 1987年 第8次工作機械技術振興論文賞
- 1990年 第11次工作機械技術振興論文賞
- 1993年（社）日本機械学会生産加工・工作機械部門優秀講演論文賞
- 1997年（社）砥粒加工学会論文賞
- 2002年（社）日本機械学会フェロー
- 2006年 BEST PAPER AWARD,International Conference on Manufacturing Science and Engineering,ASME
- 2006年 （社）日本機械学会生産加工・工作機械部門優秀講演論文賞